# Grupos disidentes y escisiones de los testigos de Jehová

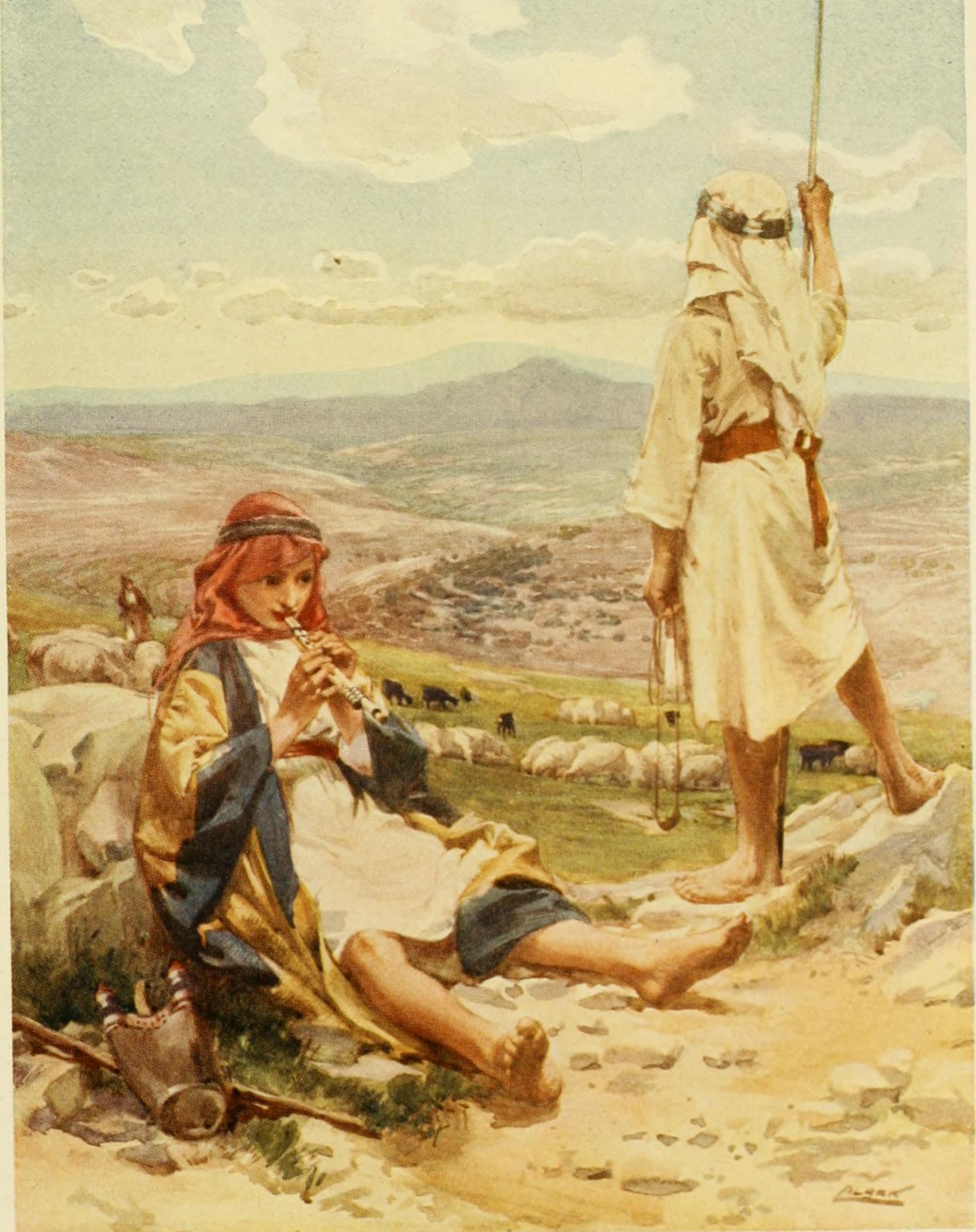
Desde 1931 a la actualidad, diversas escisiones se han producido en diversas latitudes del mundo debido a diferencias y desacuerdos con las doctrinas establecidas por el Cuerpo Gobernante de los testigos de Jehová, así como sus predecesores. En la imágen, una representación ilustrada de 1911 incluída en las publicaciones de la época del movimiento de los Estudiantes de la Biblia, entidad antecesora de los Testigos de Jehová.

Varios grupos disidentes en diversas partes del mundo se han separado de los testigos de Jehová, especialmente desde el año 1931 después de que los miembros rompieran su afiliación con la corporación Watch Tower Bible and Tract Society of Pennsylvania por sus diferencias irreconciliables con las ideas e ideologías totalitarias de Joseph Franklin Rutherford, así como las posiciones y doctrinas adoptadas posteriormente en los siguientes años por Nathan Knorr, Frederick Franz y el Cuerpo Gobernante de los testigos de Jehová. Las deserciones anteriores de grupos de la Sociedad Watch Tower, la mayoría de ellas entre 1917 y 1931, habían resultado en la formación de varios movimientos religiosos a partir del cisma del movimiento de los Estudiantes de la Biblia .
Después de 1931, algunos grupos aislados del movimiento posteriormente conocido como los testigos de Jehová empezaron a desconfiar de la instrucciones y dictámenes de Rutherford. Algunos prefirieron su autonomía total de la organización  incluso después de  los períodos de persecución y aislamiento, como lo ocurrido en Alemania después de la Segunda Guerra Mundial, en Rumania después del derrocamiento de Nicolae Ceaușescu y en la antigua Unión Soviética después de la Guerra Fría . Otras escisiones ocurrieron en el contexto del cisma de la organización tras las predicciones y profecías sobre 1975.
A partir de la década de 1990, otros exasociados utilizaron tecnologías de Internet para agruparse en torno a ideas compartidas, como el análisis numérico de la Biblia, o el deseo de adoptar algunas, pero no todas las creencias y prácticas de los Testigos de Jehová.

## Reino Unido
Jesse Hemery fue nombrado supervisor de la sucursal de las islas británicas de la Sociedad Watch Tower por Charles Taze Russell en 1901,  ocupando ese puesto hasta 1946.  Hemery fundó Goshen Fellowship después de que Nathan H. Knorr lo expulsara en 1951. 

## Alemania, durante el periodo de posguerra
Los eruditos estiman que durante el régimen nazi, aproximadamente la mitad de todos los Testigos de Jehová en Alemania fueron encarcelados en prisiones o campos de concentración, donde estuvieron expuestos a "sadismo marcado por una cadena interminable de torturas físicas y mentales, como ninguna lengua en el mundo". el mundo puede expresar".  En ese momento, estaban representados por varias Asociaciones de Estudiantes de la Biblia geográficas, cada una de las cuales se consideraba afiliada a la Sociedad Watch Tower a pesar de tener poco contacto con su sede estadounidense en Brooklyn. Cuando se restableció el contacto, una minoría de los Testigos de Jehová alemanes prefirió su autonomía o no estuvo de acuerdo con los cambios doctrinales que se habían producido mientras se desarrolló la guerra.[cita requerida] Algunos se desvincularon de la Sociedad Watch Tower y otros exmiembros establecieron contacto con grupos de Estudiantes de la Biblia autónomos e iglesias disidentes que se separaron de la Sociedad Watch Tower. 

## Rumanía
En 1948, el gobierno rumano impuso una prohibición a los testigos de Jehová que duró hasta 1989. Muchos simpatizantes y bautizados fueron arrestados y enviados a prisiones o campos de trabajos forzados, y los miembros de la denominación tenían comunicación limitada con otros Testigos y estudiaban principalmente con libros y revistas más antiguos.  En 1962, La Atalaya modificó su doctrina sobre el significado de la frase "autoridades superiores" en Romanos 13:1, identificándolas como autoridades gubernamentales humanas en lugar de Dios y Jesucristo como se pensaba anteriormente. 
Muchos testigos de Jehová de Rumanía rechazaron el cambio y algunos sospecharon que se trataba de una invención del régimen comunista con la intención de someterlos al estado.  En 1989, después de que se levantó la prohibición rumana, los miembros y representantes del Cuerpo Gobernante de los Testigos de Jehová pudieron reunirse con miles de creyentes rumanos separados por mucho tiempo.  Algunos rumanos rechazaron ciertos cambios adoptados tanto por el Cuerpo Gobernante desde 1976 como de aquellos adoptados bajo la presidencia de Knorr  y prefirieron su autonomía, formando la Asociación de la Verdadera Fe de los testigos de Jehová en 1992.  

## Sierra Leona
En 1956, los representantes de la Sociedad Watch Tower que visitaban Freetown, Sierra Leona, se encontraron con un grupo disidente llamado "Ecclesia of Jehovah's Witnesses" que se había formado varios años antes. 

## Unión Soviética
Cuando la Sociedad Watch Tower cambió su interpretación sobre las "autoridades superiores", algunos Testigos de Jehová en la URSS sospecharon que el cambio provino de la KGB . Esto condujo a la formación de la Organización Teocrática de los Testigos de Jehová, que suspendió el uso de las publicaciones de la Sociedad Watch Tower impresas después de 1962. El grupo tiene presencia en Rusia, Ucrania y Moldavia, y afirma buscar contactos con Testigos en otros países.  El grupo no publica ninguna estadística sobre el número de congregaciones o adherentes, y tiene poca o ninguna presencia pública.

## Escisiones posteriores desde la década de 1990
En 1993, el matemático Gordon Ritchie solicitó el bautismo de los testigos de Jehová y casi de inmediato comenzó a abogar por los desacuerdos con sus enseñanzas. Afirma que fue expulsado por apostasía en marzo de 1996.   Ritchie sostiene que los testigos de Jehová constituyeron la religión verdadera hasta 2004, pero que su propio grupo denominado "Testigos del Señor" es ahora la única forma de adoración verdadera.  El grupo afirma tener varios cientos de adherentes y argumenta que su análisis matemático de la Biblia contiene revelaciones divinas que los testigos de Jehová han ignorado.
En 2007, el apologista y autor Greg G. Stafford, autor de Los testigos de Jehová defendidos (Elihu Books), se desvinculó formalmente del grupo, mientras insistía en describirse a sí mismo y a sus seguidores como "Testigos de Jehová".  Stafford ha publicado información sobre los testigos de Jehová, defendiendo muchas de sus creencias centrales distintivas, como el antitrinitarismo .  En 2007, Stafford introdujo el término "Testigos cristianos de Jah " para describir a las personas que creen en muchas de las mismas cosas que los testigos de Jehová,   pero que pueden no abrazar la organización o todas sus enseñanzas teológicas. 